# 趣岳

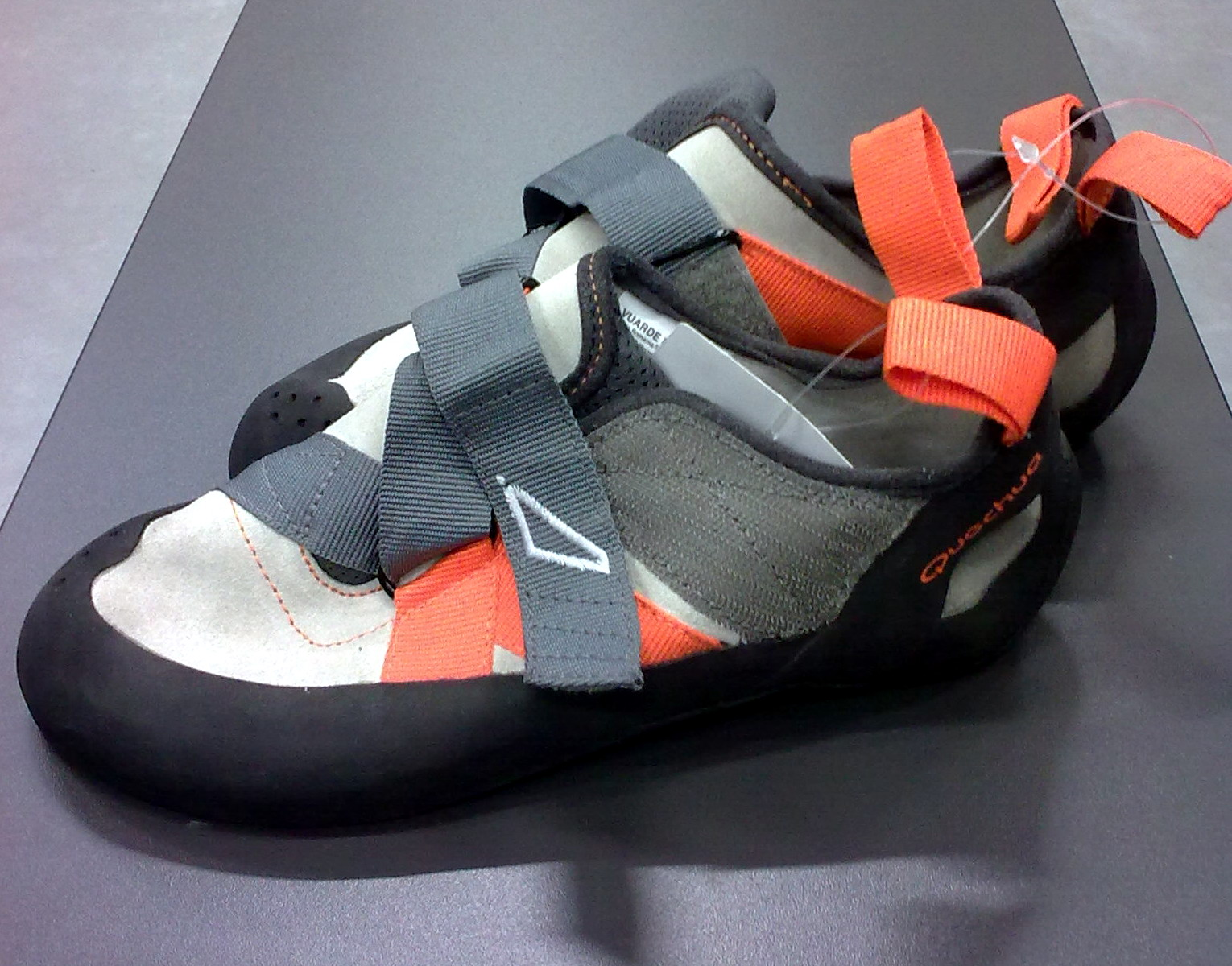
趣岳登山鞋

趣岳（Quechua）是迪卡儂旗下的一个山地运动裝備公司，1997年成立于法国多芒西，公司主要生產和銷售與遠足、山径越野跑、攀岩、登山等運動有關的服装和装备。趣岳產品在迪卡侬的每一家门店都有销售。趣岳的名字来自於南美洲原住民語言克丘亞語。